# Júlio César Gomes Moreira
Júlio César Gomes Moreira (* 18. April 1972 in Fortaleza, Ceará) ist ein brasilianischer römisch-katholischer Geistlicher und Weihbischof in Belo Horizonte.

Wappen von Júlio César Gomes Moreira.

## Leben
Júlio César Gomes Moreira absolvierte zunächst von 1993 bis 1997 ein Studium der Psychologie an der Universidade de Brasília, bevor von 1997 bis 1999 Philosophie und von 1999 bis 2003 Katholische Theologie am Priesterseminar Nossa Senhora de Fátima in Brasília studierte. Er empfing am 6. Dezember 2003 das Sakrament der Priesterweihe für das Erzbistum Brasília.
Von 2004 bis 2005 war Júlio César Gomes Moreira als Pfarrer der Pfarrei São José in Brazlândia tätig, bevor er 2006 Ausbilder am Priesterseminar Nossa Senhora de Fátima in Brasília wurde. Von 2008 bis 2010 war er Regens des Seminário Propedêutico São José. Anschließend war Júlio César Gomes Moreira im Erzbistum Goiânia tätig, wo er von 2011 bis 2015 Regens der Priesterseminare São João Maria Vianney und Santa Cruz war. Zudem war er Pfarrvikar der Pfarreien Menino Jesus (2011–2012) und Santo Hilário (2012–2014). Später war er als Pfarrer der Pfarrei São Leopoldo Mandic tätig. Seit 2017 war Júlio César Gomes Moreira Pfarrer der Pfarrei Nossa Senhora de Fátima in Sobradinho und Koordinator für die Pastoral im Erzbistum Brasília.
Am 23. Dezember 2020 ernannte ihn Papst Franziskus zum Titularbischof von Thisiduo und zum Weihbischof in Belo Horizonte. Der Erzbischof von Belo Horizonte, Walmor Oliveira de Azevedo, spendete ihm am 13. Februar 2021 in der Kathedrale von Brasília die Bischofsweihe; Mitkonsekratoren waren der Erzbischof von Brasília, Paulo César Costa, und der Erzbischof von Goiânia, Washington Cruz CP.